# Chetitština
Chetitština (v chetitštině 𒉈𒅆𒇷, nešili) je vymřelý jazyk z anatolské skupiny indoevropských jazyků, nejstarší zaznamenaný indoevropský jazyk vůbec. Byl používán přibližně v období 2.–1. tisíciletí př. n. l. na území severní a střední Malé Asie (Anatolie). Za vůbec nejstarší dochovaný chetitský text se považuje tzv. Anitta text, datovaný do 16. století př. n. l. K zápisu chetitštiny obyčejně sloužil klínopis, méně často je zachováno též specifické hieroglyfické písmo. Texty byly psány profesionálními písaři na hliněné tabulky (s výjimkou jedné bronzové tabulky), které byly většinou následně vypáleny.
Z historického hlediska je „chetitština“ termín nepřesný. Sami Chetité nazývali „chetitštinou“ neindoevropský jazyk svých předchůdců a chetitštinu samu „nešili“. Termín nicméně je již zaveden.
V letech 1916–1917 byl tento jazyk rozluštěn českým badatelem Bedřichem Hrozným.
Chetitské texty se rozdělují do tří vývojových stupňů:
- stará chetitština (1750–1450 př. n. l.)
- střední chetitština (1450–1380 př. n. l.)
- nová chetitština (1380–1220 př. n. l.)

## Fonologie

### Souhlásky
|              |              | Labiála | Alveolára | Palatála | Velára | Labio-velára | Uvulára |
| ------------ | ------------ | ------- | --------- | -------- | ------ | ------------ | ------- |
| Ploziva      | Neznělé      | p       | t         |          | k      | kʷ           |         |
| Ploziva      | Znělé        | b       | d         |          | g      | gʷ           |         |
| Frikativa    | Neznělé      |         | s         |          |        |              | χ, χʷ   |
| Frikativa    | Znělé        |         |           |          |        |              | ʁ, ʁʷ   |
| Nazála       | Nazála       | m       | n         |          |        |              |         |
| Vibranta     | Vibranta     |         | r         |          |        |              |         |
| Afrikáta     | Afrikáta     |         | t͡s        |          |        |              |         |
| Approximanta | Approximanta |         | l         | j        |        | w            |         |

### Samohlásky
Chetitština rozlišovala čtyři vokály. Tyto samohlásky mohly být krátké i dlouhé.
|         | přední | střední | zadní |
| ------- | ------ | ------- | ----- |
| vysoké  | i iː   |         | u uː  |
| střední | e eː   |         |       |
| nízké   |        | a aː    |       |

## Gramatika

### Morfologie

#### Podstatná jména
Podstatná jména rozlišovala 9 pádů (nominativ, genitiv, dativ-lokál, akuzativ, vokativ, ablativ, ergativ, allativ a instrumentál), dvě čísla (singulár a plurál) a namísto v indoevropských jazycích častějšího rodu mužského a ženského rozlišuje životný (například slovo muž) a neživotný (například slovo stůl). Stejně se rozlišovala i přídavná jména a zájmena.
|              | Životný  | Životný   | Neživotný | Neživotný |
| Singulár     | Plurál   | Singulár  | Plurál    |           |
| ------------ | -------- | --------- | --------- | --------- |
| Nominativ    | pišnaš   | pišnēš    | pēdan     | pēda      |
| Vokativ      | pišne    | pišne     | –         | –         |
| Akuzativ     | pišnan   | pišnuš    | pēdan     | pēda      |
| Genitiv      | pišnaš   | pišnaš    | pēdaš     | pēdaš     |
| Dativ/Lokál  | pišni    | pišnaš    | pēdi      | pēdaš     |
| Ablativ      | pišnaz   | pišnaz    | pēdaz     | pēdaz     |
| Ergativ      | pišnanza | pišnantēš | pēdanza   | pēdantēš  |
| Allativ      | pišna    | –         | pēda      | –         |
| Instrumentál | pišnit   | pišnit    | pēdit     | pēdit     |

#### Slovesa
Slovesa byla oproti dalším raným indoevropským jazykům méně komplikovaná. Rozlišovala dva rody (činný a medium), dva časy (přítomný a minulý), dva způsoby (oznamovací a rozkazovací). Slovesa měla kromě infinitivu ještě supinum. V tabulce vidíte příklad skloňování slovesa „být“, toto sloveso je samozřejmě jen v činném rodě a medium nemá. Infinitiv tohoto slovesa je „ašanna“ a supinum je „ēšuan“.
|           |        | Oznamovací | Oznamovací | Imperativ |
| Přítomný  | Minulý |            |            | Imperativ |
| --------- | ------ | ---------- | ---------- | --------- |
| Činný rod | 1. sg  | ēšmi       | ēšun       | ašallu    |
| Činný rod | 2. sg  | ēšši       | ēšt        | ēš        |
| Činný rod | 3. sg  | ēšzi       | ēšt        | ēšdu      |
| Činný rod | 1. pl  | ašueni     | ēšuen      | ašueni    |
| Činný rod | 2. pl  | ašteni     | ēšten      | ēšten     |
| Činný rod | 3. pl  | ašanzi     | ēšer       | ašandu    |

### Syntax
Chetitština byla syntetický jazyk. Slovosled byl podle stylu „podmět-předmět-sloveso“.

## Příklady

### Číslovky
| Chetitsky | Česky |
| ās        | jeden |
| dān       | dva   |
| tēries    | tři   |
| meyawes   | čtyři |

## Užitečné fráze
| Chetitsky     | Česky        |
| Āssus sīuaz!  | Dobré ráno!  |
| Āssus ispant! | Dobrý večer! |
| Ēsmi Moksus.  | Jsem Moksus. |

## Vzorový text
Telepenusa arha iyānīs, halkīn
immarnīn sālhiantien mānnīttien
ispiyattara pēdās. Gīmri úēllui
marmaras andān Telepenusa
pait, marmarri andān úlīsta.
Sērāsseissān halēnzu huwaīs.